# Where Them Girls At
Where Them Girls At è un brano musicale estratto come primo singolo dal quinto album del disc jockey francese David Guetta Nothing but the Beat, che vede la collaborazione vocale di Flo Rida e Nicki Minaj (che apparirà come featuring anche in Turn Me On, singolo sempre di Guetta), pubblicato il 2 maggio 2011 dall'etichetta discografica Virgin. Il brano è stato scritto da Giorgio Tuinfort, Mike Caren, Play N Skillz, Flo Rida, Sandy Vee, Nicki Minaj e Jared Cotter e prodotto da Sandy Vee e David Guetta. Commercialmente, la canzone è diventata una hit in tutto il mondo proprio come When Love Takes Over entrando in testa alle classifiche del Belgio, Repubblica Ceca, Danimarca, Finlandia, Irlanda, Italia, Paesi Bassi, Nuova Zelanda, Norvegia, Scozia, Spagna, Regno Unito e Stati Uniti.
Il brano è divenuto un tormentone estivo del 2011.

## Il brano
David Guetta si era dedicato a una collaborazione con il rapper statunitense Flo Rida nel 2010, quando il duo aveva dato vita all'album di Flo Rida, Only One Flo (Part 1) e alla colonna sonora di Step Up 3D. Il duo aveva lanciato anche Club Can't Handle Me nel 2010 con la promessa che Rida avrebbe collaborato in un brano per il quinto disco di Guetta, Nothing But the Beat. Guetta avrebbe voluto coinvolgere anche Nicki Minaj in una collaborazione, e anche se la cantante aveva preso la decisione di contribuire solo a un brano del nuovo disco del deejay, acconsentì ad avere una parte in Where Them Girls At dopo averla sentita per la prima volta.

## Video musicale
Il video è stato girato a Los Angeles nel maggio 2011 e pubblicato il 28 giugno 2011. Nel video musicale David Guetta suona sopra ad un tetto ed alcune ragazze in sua compagnia creano delle enormi bolle di sapone, che si formano dalle vibrazioni sonore che fuoriescono dalle casse. Tutti gli abitanti della città si fermano per osservare queste bolle di sapone, e chi le tocca facendole esplodere, o comunque viene colpito, incomincia a ballare.
Nel video sono anche presenti Flo Rida che canta nei pressi di una piscina e Nicki Minaj che ingerisce una di queste bolle e canta in un locale attorno dei ragazzi, che ballano, indossando solo dei pantaloni aderenti di color nero.
Verso il terzo minuto tutti gli abitanti si riversano nelle strade per ballare, ed alcuni di essi salgono sul tetto dove David Guetta stava suonando.
Il video ha ottenuto la certificazione Vevo.

## Tracce
Promo - CD-Single (Virgin - (EMI)
1. Where Them Girls At - 3:17

CD-Single (Virgin 0833582 (EMI) / EAN 5099908335821)
1. Where Them Girls At - 3:32
2. Where Them Girls At (Edit version) - 3:27

## Classifiche

### Classifiche settimanali
| Classifica (2011) | Posizione massima |
| ----------------- | ----------------- |
| Europa            | 1                 |
| Lussemburgo       | 1                 |
| Belgio (Vallonia) | 2                 |
| Svizzera          | 3                 |
| Austria           | 3                 |
| Italia            | 3                 |
| Canada            | 3                 |
| Regno Unito       | 3                 |
| Belgio (Fiandre)  | 4                 |
| Norvegia          | 4                 |
| Finlandia         | 5                 |
| Germania          | 5                 |
| Irlanda           | 5                 |
| Australia         | 6                 |
| Nuova Zelanda     | 6                 |
| Francia           | 8                 |
| Spagna            | 8                 |
| Danimarca         | 9                 |
| Svezia            | 13                |
| Stati Uniti       | 14                |
| Paesi Bassi       | 18                |

### Classifiche di fine anno
| Classifica (2011) | Posizione |
| ----------------- | --------- |
| Australia         | 55        |
| Nuova Zelanda     | 49        |
| Spagna            | 27        |
| Stati Uniti       | 88        |
| Svizzera          | 41        |
| Classifica (2012) | Posizione |
| Svezia            | 81        |